# Werner Kolhörster
Werner Heinrich Gustav Kolhörster (28 de diciembre de 1887 -  5 de agosto de 1946) fue un físico alemán, pionero en la investigación sobre los rayos cósmicos.

## Semblanza
Kolhörster nació en Schwiebus (Świebodzin), en la provincia de Brandeburgo, perteneciente a Prusia. Acudió a la Universidad de Halle, donde estudió física y fue alumno de Friedrich Ernst Dorn (1848-1916).
Repitió en 1913-14 los experimentos sobre los rayos cósmicos de Victor Hess. Kolhörster ascendió en un globo aerostático a una altitud de 9 km, donde confirmó los resultados de Hess, comprobando que el índice de ionización debido a los rayos cósmicos era mayor a aquella altitud que al nivel del mar, evidencia de que la fuente de la radiación ionizante estaba situada fuera de la atmósfera terrestre.
Continuó sus estudios de física en el Physikalisch-Technische Reichsanstalt de Berlín a partir de 1914. Durante la Primera Guerra Mundial realizó mediciones de la electricidad atmosférica en Turquía. Tras la guerra se convirtió en profesor, incorporándose al Physikalisch-Technische Reichsanstalt en 1922.
Durante 1928 y 1929, Walter Bothe y Kolhörster utilizaron el detector Geiger-Muller para demostrar que los rayos cósmicos eran de hecho partículas cargadas. La capacidad de estas partículas para penetrar la atmósfera de la Tierra demostraba que tenían que ser altamente energéticas.
En 1930, Kolhörster fundó el primer instituto para el estudio de los rayos cósmicos en Potsdam, con financiación de la Academia Prusiana de las Ciencias. Llegó a ser director del Institut für Hohenstrahlungsforschung en Berlín-Dahlem en 1935, donde había ingresado como profesor.
Kolhörster murió en un accidente automovilístico en Múnich.

## Eponimia
- El cráter lunar Kolhörster lleva este nombre en su memoria.